# Jar (rejon jałutorowski)
Jar (ros. Яр) – wieś (dieriewnia) w Rosji, w obwodzie tiumeńskim, w rejonie jałutorowskim. W 2021 liczyła 436 mieszkańców, głównie Tatarów.